# Малёвка (посёлок станции, Богородицкий район)
Малёвка — поселок станции в Богородицком районе Тульской области. Входит в Товарковское сельское поселение.

## География
Расположен в 19 км на юг по прямой от города Богородицк на железнодорожной линии Узловая-Ефремов.

## История
Впервые отмечен на карте 1927 года. Название было дано по ближайшему селу.

## Население
Численность население не была учтена как в 2002 году, так и в 2010.